# Karang Raja (Prabumulih Timur)
Karang Raja is een bestuurslaag in het regentschap Prabumulih van de provincie Zuid-Sumatra, Indonesië. Karang Raja telt 6901 inwoners (volkstelling 2010).